# Milíře (Tachovi járás)
Milíře település Csehországban, Tachovi járásban. Milíře Obora, Tachov és Lesná településekkel határos. Lakosainak száma 235 fő (2024. január 1.).

## Népesség
A település lakosságának változását az alábbi diagram mutatja:
| Lakosok száma | 1859 | 1843 | 1825 | 328  | 93   | 198  | 243  | 253  | 245  | 235  |
|               | 1869 | 1890 | 1921 | 1950 | 1980 | 2001 | 2017 | 2019 | 2022 | 2024 |